# Бойко Петро Іванович
Петро Іванович Бойко (10 липня 1934 с. Гаркушинці, Миргородського р-ну Полтавської обл.) — український вчений-агроном.

## Біографія
1962 — закінчив Полтавський сільськогосподарський інститут. Доктор сільськогосподарських наук. Працював головним агрономом станції наукового садівництва.
З 1963 по 1968 рік займав посаду завідуючого відділу рільництва Драбівської дослідної станції Черкаської області.
1968 р. — в Інституті землеробства Української ААН на посаді старшого наукового співробітника, провідний науковий спеціаліст лабораторії сівозмін.
В 1992 році очолює цю ж лабораторію.
1997 — доктор сільськогосподарських наук.
1998 — отримує звання професора.

## Досягнення
Досліджує ґрунтоекологічні чинники, ґрунтовтоми під польовими культурами, вплив на родючість ґрунту сівозміни, добрив, методів його обробітку, теоретично обґрунтував і уточнив нормативи допустимого та оптимального чергування культур у сівозмінах, удосконалив системи різноротацій сівозмін із широким діапазоном насичення зернових, технічними і кормовими культурами для господарств із різними напрямами спеціалізації.

## Основні роботи
- Біологічна та екологічна роль сівозмін у землеробстві.[3] К., 1990;
- Кукурудза в інтенсивних сівозмінах. К., 1990;
- Особливості організації сівозмін у селянському (фермерському) господарстві // Наук. основи ведення зерн. госп-ва. К., 1994 (співавт.);
- Стан і перспективи досліджень та впровадження сівозмін у сільськогосподарське виробництво // ВАН. 1994. № 10;
- Сівозміни в сучасному землеробстві України // Там само. 1998. № 10;
- Вплив сівозмін та ін. факторів землеробства на продуктивність зернових культур // Пропозиція. 2001. № 1 (співавт.);
- Сівозміни у землеробстві України. К., 2002 (співавт.).